# I Feltri
 (septembre 2023).
I Feltri est un fauteuil créé par le designer italien Gaetano Pesce et produit par l'entreprise d'ameublement Cassina depuis 1987. 
C'est l'un des produits emblématiques du design industriel du XXe siècle : il fait partie de la collection permanente du MoMA  de New York, et  des collections du Triennale Design Museum où il est exposé lors de la 4e édition Le Fabbriche dei sogni.

## Description
Dans cette œuvre, Pesce expérimente les possibilités des textiles imprégnés de résine : il réalise un fauteuil avec un haut dossier (130 cm) en feutre (feltro en italien, d'où le nom) de laine épais, dans lequel il injecte de la résine époxy pour durcir le feutre et pour rendre solide la structure autoporteuse tandis que le haut du dossier est peu imprégné et conserve souplesse et malléabilité.
La structure est fixée à l'aide de ficelles de chanvre. Au-dessus, une housse matelassée, intégrant une ouate en polystyrène, est déclinée en divers coloris. Le fauteuil est également réalisé avec un dossier de 90 cm.

## Concept
Avec ce fauteuil, Gaetano Pesce a voulu créer une sensation d'habitat primitif où l'utilisateur se retrouve dans une sorte de refuge et où le dossier peut prendre l'allure d'une couverture. Le fauteuil, en outre, crée également une isolation acoustique et un sentiment d'isolement du monde extérieur.